# Bromheadia tenuis
Bromheadia tenuis är en orkidéart som beskrevs av Johannes Jacobus Smith. Bromheadia tenuis ingår i släktet Bromheadia och familjen orkidéer. Inga underarter finns listade i Catalogue of Life.